# Balmuccia
Balmuccia (piemontesisch Balmucia) ist eine Gemeinde in der italienischen Provinz Vercelli (VC), Region Piemont.

## Lage und Einwohner
Balmuccia liegt 80 km nördlich der Provinzhauptstadt Vercelli direkt an der Sesia und hat 115 Einwohner (Stand 31. Dezember 2023).Die Nachbargemeinden sind Boccioleto, Cravagliana, Rossa, Scopa und Vocca. Das Gemeindegebiet umfasst eine Fläche von 10 km².